# マルコ・ファン・バステン
マルコ・ファン・バステン（Marco van Basten, 1964年10月31日 - ）は、オランダ・ユトレヒト出身の元サッカー選手、元サッカー指導者。元オランダ代表。現役時代のポジションはフォワード。現在はコラムニスト、FIFA最高技術開発責任者。

## 概要
1980年代から1990年代初頭を代表するフォワード。現役時代に3度のバロンドール（1988年、1989年、1992年）と1度のFIFA最優秀選手賞（1992年）を受賞した経験を持つ。プロデビューは17歳のときで、先発のヨハン・クライフが自ら指名して交替出場。その試合でハットトリックを達成している。
1987年から在籍したイタリアセリエAのACミランでは、ルート・フリット、フランク・ライカールトらと共に「オランダトリオ」と呼ばれ、国内リーグ優勝やUEFAチャンピオンズカップなどの数々のタイトルを獲得、キャリア全盛期を過ごした。

## 選手経歴
1970年、地元のサッカークラブEDOでサッカーを始めた。10歳の時にFCユトレヒトの下部組織に加入した。1980年、USVエリンベイクのユースチームに加入し、1981年にアヤックス・アムステルダムとプロ契約を結んだ。

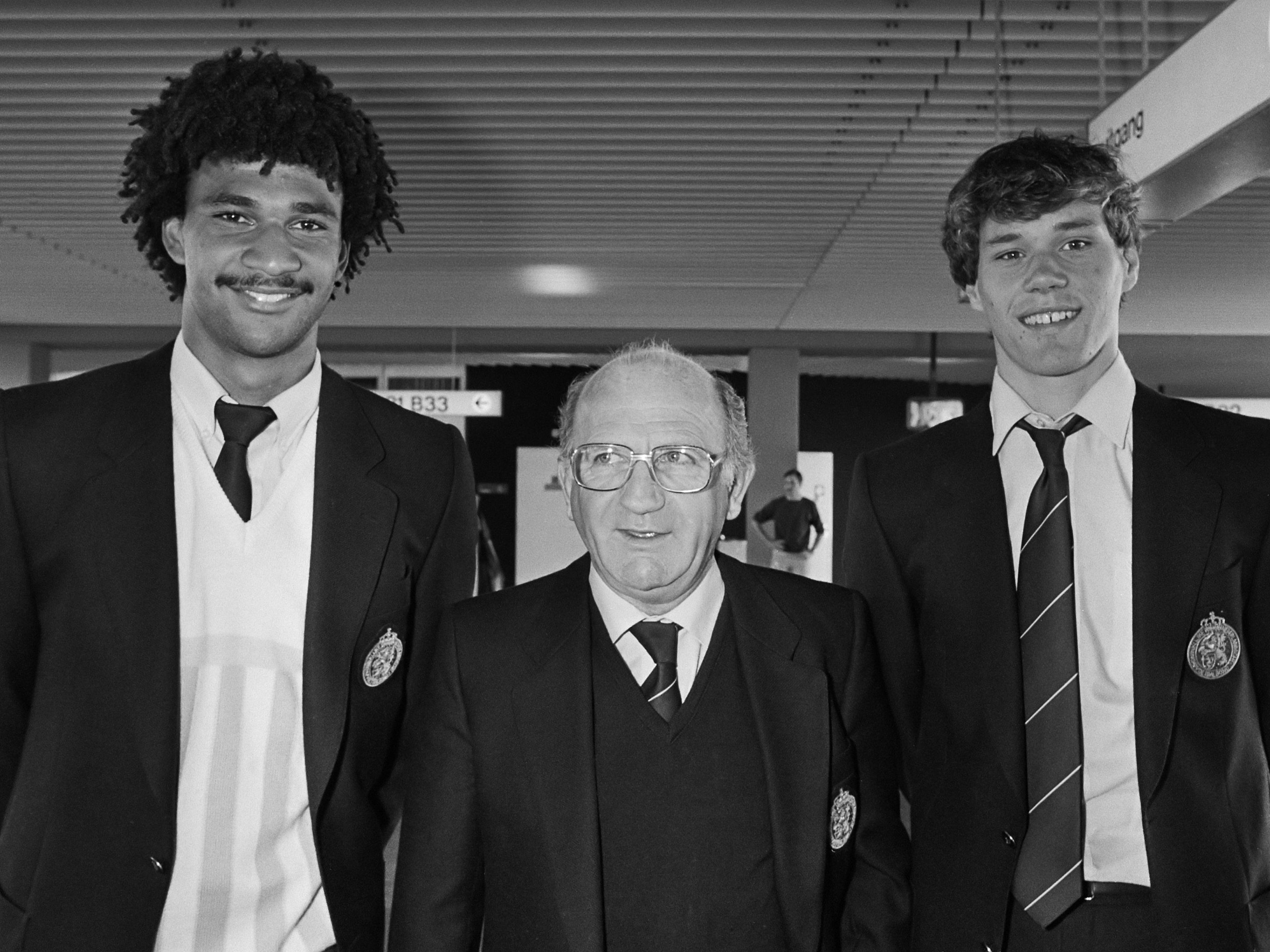
オランダ代表の若手時代、ルート・フリット(左)、ケース・ライフェルス監督(中)とスリーショット

1981-82シーズン、4月3日、NECナイメヘン戦でプロデビューを飾ると、得点を挙げて5-0での勝利に貢献した。1983年は、前シーズンにヨーロッパ・ゴールデンブーツを獲得したヴィム・キーフトとポジションを争い、リーグ20試合に出場して9得点を挙げた。同年、エールディヴィジとKNVBカップの二冠を達成。キーフトはシーズン終了後にピサ・カルチョへ移籍したため、ファン・バステンはポジションを掴んだ。6月にはU-20代表として、FIFAワールドユースメキシコ大会出場し、ベスト8に進出した。1982年7月9日、EURO1984予選のアイスランド戦でフル代表デビューを飾った。

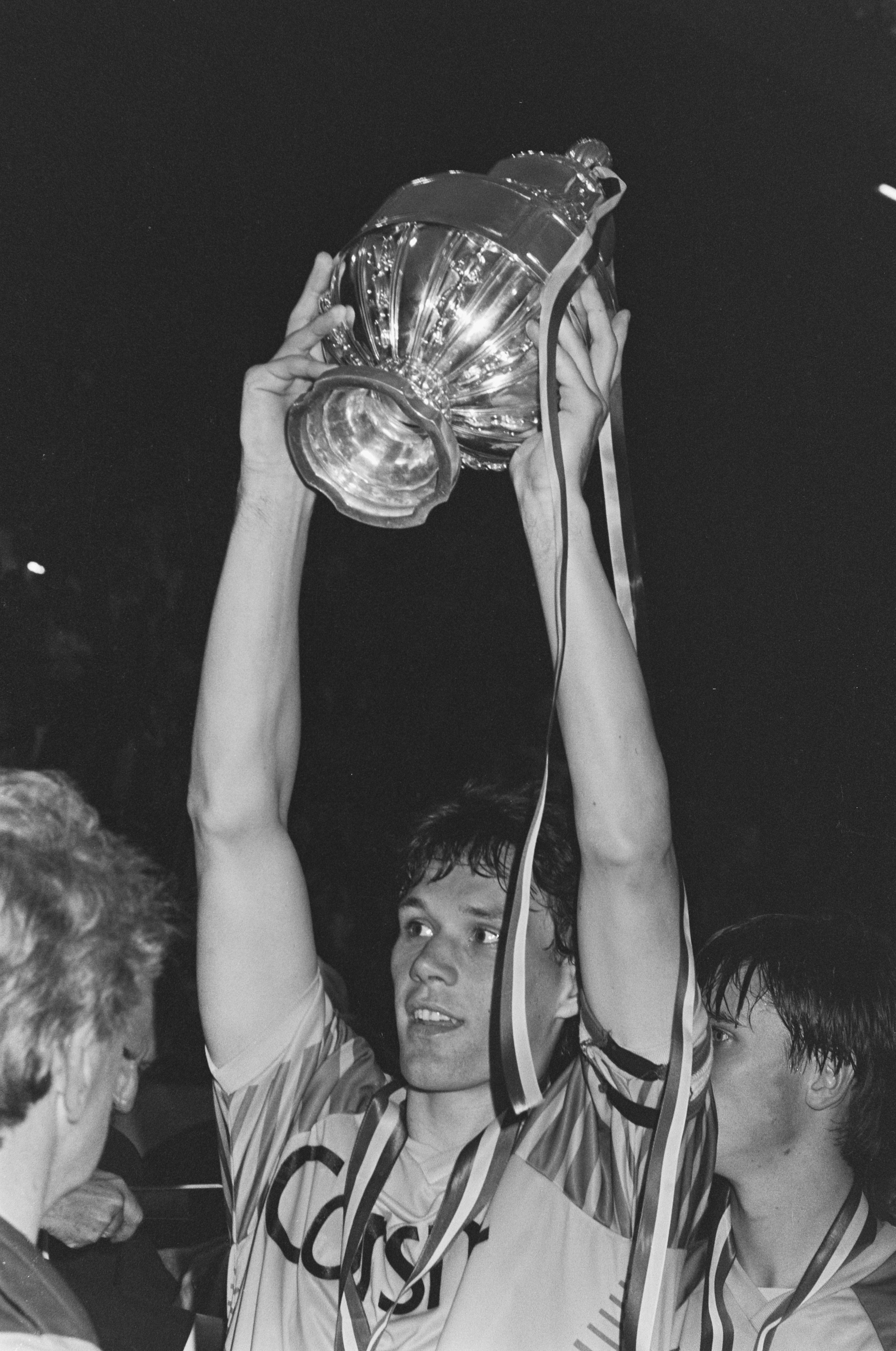
アヤックス時代KNVBカップを制したファン・バステン

1984年にエールディヴィジ得点王に輝くと、以後1985年、1986年、1987年と4年連続得点王に輝いた。1985年、エールディヴィジ優勝。また、1984-85シーズンのUEFAカップ1回戦のFAレッド・ボーイズ・ディフェルダンジュ戦では、1stレグはスコアレスドローに終わったものの、2ndレグはファン・バステンの5得点を含む14-0と大勝となった。1985-86シーズン、12月8日、リーグ第17節のスパルタ・ロッテルダム戦ではプロのキャリアでは最多となる6ゴールのダブルハットトリックを達成した(エールディビジでは5ゴールを3度記録した)。10月、オランダ代表としてワールドカップ・メキシコ大会予選に挑むがプレーオフの末に敗退した。1986年KNVBカップ優勝し、翌年も連覇した。1987年5月、アヤックスの一員として自ら決勝点を上げ東ドイツの1.FCロコモティヴェ・ライプツィヒを下し、1986-87シーズンのUEFAカップ優勝。

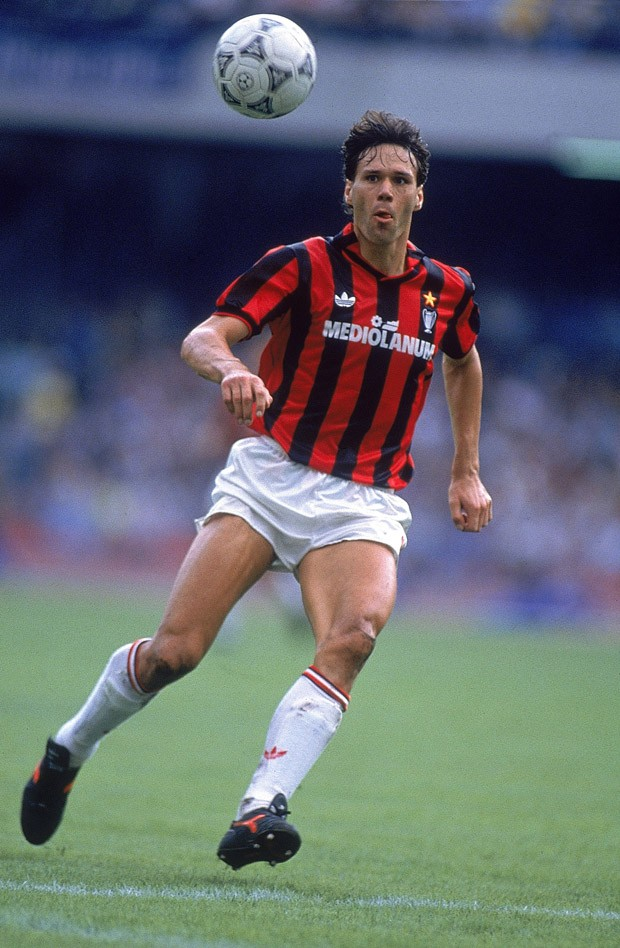
ミランでプレーするファン・バステン

1987年7月、イタリアのACミランへ移籍。同年ルート・フリットもACミランに加わり、翌年にはフランク・ライカールトも加入した。一般的にこの2人とファン・バステンを指してオランダトリオと呼ばれた。
1987-88シーズン、8月23日コッパ・イタリアのグループリーグ、バーリ戦で移籍後初出場初ゴールを挙げた。セリエAデビューとなったピサ戦でもいきなりゴールを決めるが、6節から24節までを怪我で欠場、ACミランはセリエA優勝を果たすも、ファンバステンは足首の怪我に苦しみ11試合出場3ゴールに終わった。
1988年、EURO1988では優勝し、5得点を上げ大会得点王に輝いた。グループリーグのイングランド戦でハットトリックを決めると、準決勝の西ドイツ戦では後半44分にスライディングシュートで逆転ゴールを決めた。ソ連代表との決勝戦ではダイレクトボレーによるゴールを決め、このゴールはサッカー史に残るゴールの一つとして記憶されている。1988年にはバロンドールを初受賞した。ちなみに、この時の2位はルート・フリット、3位はライカールトであり、オランダトリオで上位3人を占めた。
1988-89シーズン、6月18日のFCアスコリ戦でセリエAでは初のハットトリックを達成した。UEFAチャンピオンズカップ決勝のステアウア・ブカレスト戦では2得点を挙げた。大会を通してもレフスキ・ソフィア戦で4ゴールを決めるなど、ファン・バステンは10得点を記録し、得点王に輝いた。12月トヨタカップ、ナシオナル・メデジン戦を1-0と破り優勝。1989年もバロンドールを2年連続で受賞した。
1989-90シーズン、UEFAチャンピオンズカップ決勝のベンフィカ戦ではライカールトの決勝ゴールをアシストし連覇に貢献。1990年6月、ワールドカップ・イタリア大会ではベスト16で西ドイツに敗退した。ファン・バステン自身も4試合で無得点に終わった。12月にはインターコンチネンタルカップ、オリンピア・アスンシオン戦で2ゴールに絡み、3-0での優勝、大会連覇に貢献した。リーグ第20節のアタランタ戦でハットトリックを決めた。1990-91シーズン、リーグ第32節のボローニャ戦でハットトリックを決めた。
1991-92シーズン、1992年1月19日のフォッジャ戦、2月2日のカリアリ戦、3月1日のアタランタ戦でそれぞれハットトリックを決めるなど、25ゴールを決め、セリエA得点王になる活躍でセリエA無敗優勝に貢献した。この間の1991年10月27日のバーリ戦で直接FKを決め、ミランでの通算100ゴールを達成している。
1992年、EURO'92では準決勝、デンマーク戦において延長PK戦で2人目のキッカーとしてPKを失敗し敗退、また4試合でノーゴールに終わった。
1992-93シーズンのセリエAでは、第2節のペスカーラとの対戦でハットトリック、第9節のナポリ戦では4得点を決めるなど、13試合で12ゴールと得点ランキング首位であったが、怪我の影響で以降の大半の試合を欠場した。第29節のウディネーゼとの対戦で途中出場で復帰し、第30節のアンコーナ戦でゴールを決めたが、そのゴールが現役最後のゴールとなった。UEFAチャンピオンズリーグでは11月のIFKヨーテボリ戦で4ゴールを挙げ、チャンピオンズリーグと名称が変更されてから1試合4ゴールを記録した初めての選手となった。1992年もバロンドールを受賞し、ヨハン・クライフ、ミシェル・プラティニと並んでバロンドールを3度受賞した3人目の選手となった（ファン・バステン自身は、フリスト・ストイチコフが受賞するのではないかと思っていたという。ストイチコフが受賞しなかったのは退場が多いからではないかと分析した）。ミランはUEFAチャンピオンズリーグ決勝まで駒を進めたものの、マルコの足の痛みは日に日に酷くなり、以前の様なシュートや動きが出来ないと感じていた。それでも、5月26日ミュンヘン・オリンピアシュタディオンで行われた決勝のオリンピック・マルセイユ戦に出場するために、選手生活で初めて痛み止めの注射をした。試合では足にほぼ感覚が無い状態であったが、完璧なクロスを供給するも、マッサーロが決め切れず、また自身もゴールマウスを脅かすシュートを放つなどのプレーを見せたが、後半ボリの激しいタックルを受け、85分に交代、試合も1-0で敗れ、これが現役生活最後の試合となった。
1994年の夏、ミランのフロントは復帰への希望を捨てず、無給ながら、1996年夏まで契約を延長した。復帰に向けてリハビリや手術を繰り返した。1995-96シーズン開幕を前に、初めて背番号固定制度が導入されることになると、ファンバステンは25番を付けることとなったが、開幕を目前に現役引退を決めた。彼が引退を表明した直後のシーズンにはホームスタジアムの観客席に「マルコのいないサン・シーロは羽の無い風車だ」という横断幕が掲げられ、ACミランの指揮官であったファビオ・カペッロは、「彼の早すぎる引退は彼自身、サッカー界、そしてミランにとって不運だった」と嘆いた。ミランでは通算10回のハットトリックを含め、201試合125ゴール（セリエAでは147試合90ゴール）の成績を残した。

## 指導者経歴
1995年に引退後はしばらくサッカーから離れていたが、2003年に古巣アヤックスのユースチームのアシスタントコーチに就任すると、そのわずか1年後にはディック・アドフォカートの後任としてオランダ代表監督に就任した。
指導者としては皆無に等しい実績から、疑問を差し挟む声も少なくなかったものの、フタをあけてみればワールドカップドイツ大会予選でチェコ、ルーマニアといった強豪と同居し「死のグループ」と呼ばれたグループ1を10勝2分けという圧倒的な成績で1位通過を果たし、日韓ワールドカップ地区予選敗退の悪夢を払拭した。
監督としてのファン・バステンは4-3-3システムを重用しているように、リヌス・ミケルス以来のトータルフットボールの伝統を受け継いでいるが、最大の特徴は新しい選手の招集に非常に積極的な点であった。彼はこれまでほとんど注目されていなかったオランダ3強（アヤックス・フェイエノールト・PSVアイントホーフェン）以外のチームからも多くの選手を招集している。特に2000年代に3強を脅かすクラブに成長したAZアルクマールの選手を重用し、デニー・ランツァート、ヤン・クロムカンプ、ヨリス・マタイセン、バリー・オプダムなどの有能な選手がブレイクするきっかけともなった。
またライアン・バベル、ヘドヴィヘス・マドゥロといったリーグでの実績がほとんど無かった選手でも戦力になると思えば躊躇なく招集する一方で、実績はあるが調子が悪かったり代表でのプレーの質が悪い選手（パトリック・クライファートら）は容赦なく戦力外としている。最も顕著な例が就任後最初の会見で「ヒディンクもファン・ハールもライカールトもアドフォカートもセードルフをフットボールに組み込むのに失敗した。なぜ私も同じことを繰り返さなければいけないんだ？」とクラレンス・セードルフを構想外に置いたことである（後に再評価されて招集されたが、少なからず2人の間には因縁としてしこりが残っている）。そのため、マルク・ファン・ボメルなど実績のある代表候補の選手の中には「（ファン・バステンが監督在任中は）代表に復帰しない」と明言する者もいる。他に一時代表から戦力外としたルート・ファン・ニステルローイとも確執があったがファン・バステンが謝罪をして和解した。ファン・ボメルによれば彼は自分の出身であるアヤックス出身の選手を贔屓傾向があり、納得出来ないそうであったが、ヤン・フェネホール・オフ・ヘッセリンクの様に国外の欧州主要リーグから漏れているセルティックFCに移籍した選手も招集し続けてる（一説に寄ればフェネホールがファン・バステンの崇拝者だったからだと言われている）。

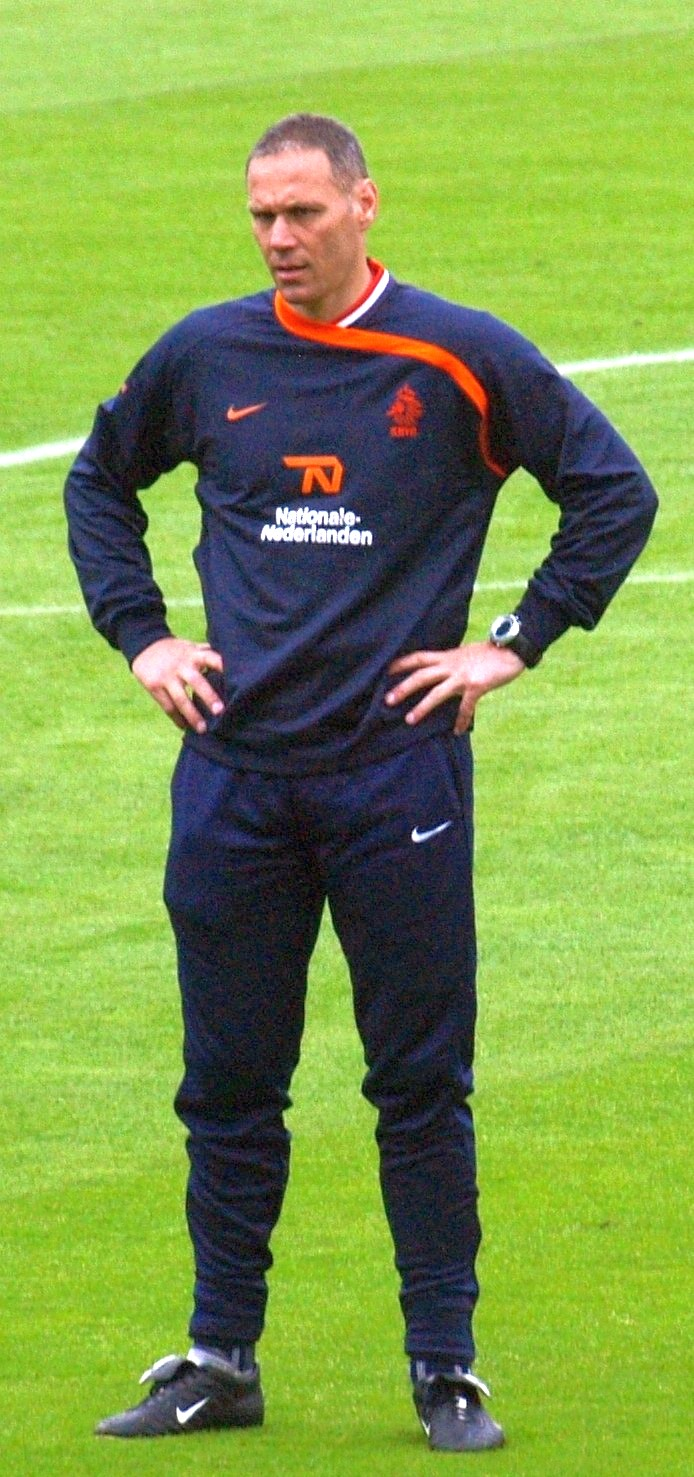
オランダ代表監督時代のファン・バステン

2006年3月15日、ACミラン時代の同僚デメトリオ・アルベルティーニの引退試合に出場、往年を彷彿させる豪快なダイビングヘッドで先制点を決める。2006 FIFAワールドカップは死のグループと呼ばれたグループCを2勝1分けの成績で突破したが、決勝トーナメント1回戦でポルトガルに敗れベスト16に終わった。しかし、オランダサッカー協会はファン・バステン監督を留任させることを決定し、契約を2010年まで延長した。
2007年にはジョゼ・モウリーニョが突然辞任したチェルシーFCへの監督就任が取り沙汰されたが、オランダサッカー協会から代表監督との兼務を断られたためにチェルシーが獲得を断念したという話もある。
2008年のEURO2008終了後を以って退任し、アヤックスの監督に就任した。しかしながら、欧州カップ出場権を逃すなどチームは低迷、シーズン終了を待たず辞任をすることとなった。
2012年7月より、SCヘーレンフェーン監督に就任。契約期間は2年間。2012-13シーズンは前半悲劇的な成績も、超守備的な5バックシステムなどの採用で守備が安定した後半に巻き返してPO圏内の8位に進む一定の評価を得た。翌2013-14シーズンは前年を大きく上回る勝ち点を稼ぐも、攻撃はカウンター頼みで自分たちで主導権を取ったフットボールが全く前進せず、守備もミスが多く不安定な戦いとなり、「選手たちを成長させていない」、「フットボール・ビジョンはあるが実践的なトレーニング手段を持っていない」とクラブOBのフォッペ・デ・ハーンなどから激しい批判を受ける。フロントの大規模な入れ替えがあった影響もありヘーレンフェーンが契約延長のオファーを出すか微妙な状況だった2014年1月、ファン・バステン自ら契約を延長せずに退任することを発表した。
2014年4月18日、翌シーズンからAZアルクマールの監督に就任する事が合意した。しかし同年、体調不良により監督を退き、AZのアシスタントコーチとなった。
2015年7月にAZを去ってオランダ代表監督ダニー・ブリントの第1アシスタントに就任。その後も代表スタッフとの立場に縛られずにオープンに書き続けたフットボール・インターナショナル誌での週刊コラムが評価され、2016年8月にFIFAからフットボール・リニューアルのためのルール、レギュレーション、日程についてのアイディアとビジョンを活かして欲しいとのアプローチを受け、多くの批判を受けつつ年内でオランダ代表を去ることを決定した。その後10月1日付けて退任が決定、FIFAからFIFA Chief Officer for Technical Developmentの役職名が発表された。日本のメディアでは「FIFA技術発展部門責任者」と書かれることが多いが、具体的な権力や責任を負っている訳では無く、ファン・バステン自身も「どういう役職か正確には自分でも分かっていないが、良いプレーが行われ、フットボールがスペクタクルなものであり続けるようにしていかなければいけない。私はそのためにたくさんのアイディアを持っているし、多くの人と話をしたい」とアイディア・マン的な仕事だと語っているが、ファン・バステンが個人のアイディアとして語った案が日本ではFIFA自体の検討対象であるかのように報じられてしまうケースもある。

## エピソード
- 本名はマルセルでマルコは愛称である。マルコの由来は彼の祖母がマルセルの発音が難しかった事からマルコと呼び始め、それが定着した。

- 監督時代からビデオ判定の要求、三重罰ルールへの批判などフットボールのルールについて度々意見を明確に示していたが、フットボール・インターナショナルでのコラムではオフサイドの廃止、出場選手数を減らしてピッチサイズを縮小など、かなり抜本的な改革を提案。特にオフサイド・ルール廃止のアイディアはオランダ国内でほとんど理解を得られず、オランダの元トップ主審 マリオ・ファン・デル・エンデは「彼のような人物がオフサイド無しのフットボールを見たいと思うのは非常に奇妙。こういうアイディアは時間の無駄だ」と感想を語った[24]。

- 2017年1月にFIFA Chief Officer for Technical DevelopmentとしてBildのインタビューで語った抜本的なルール改革案。「オフサイド・ルールの廃止」、「イエローカードの代わりに5～10分のプレー禁止ペナルティ」、「PK戦の代わりにシュート・アウト戦導入」、「終盤での時間稼ぎを防ぎ、プレー時間を効率化するために最後の10分間は数秒以内にプレー再開を義務づけ」、「選手交代のスピードアップ」、「延長での交代枠の増大」、「審判への抗議をチーム一人だけが可能に」、「1選手5ファールで退場処分」、「11人対11人制の代わりに8人対8人制にしてピッチも小さく」、「1シーズンの試合数を減らし、最大50試合に制限」[25]。この改革案には世界中のファンから本人のTwitterアカウントに多くの意見が集まり、その多くが否定的な意見だった。サッカー指導者であるクリスティアン・グルキュフは「糞の山のような提案。特にオフサイド・ルール廃止は私が過去に読んだ中で最もデタラメなアイディアであり、信じられないほど"bullshit"(牛の糞)だ」と特に強く批判した[26]。

## 個人成績
| 年度    | クラブ           | リーグ           | 背番号           | リーグ | リーグ | カップ戦 | カップ戦 | 欧州カップ戦 | 欧州カップ戦 | その他 | その他 | 合計 | 合計 |
| 年度    | クラブ           | リーグ           | 背番号           | 出場   | 得点   | 出場     | 得点     | 出場         | 得点         | 出場   | 得点   | 出場 | 得点 |
| ------- | ---------------- | ---------------- | ---------------- | ------ | ------ | -------- | -------- | ------------ | ------------ | ------ | ------ | ---- | ---- |
| 1981-82 | アヤックス       | エールディヴィジ |                  | 1      | 1      | 1        | 0        | 0            | 0            | -      | -      | 2    | 1    |
| 1982-83 | アヤックス       | エールディヴィジ |                  | 20     | 9      | 5        | 4        | 0            | 0            | -      | -      | 25   | 13   |
| 1983-84 | アヤックス       | エールディヴィジ | 10               | 26     | 28     | 4        | 1        | 2            | 0            | -      | -      | 32   | 29   |
| 1984-85 | アヤックス       | エールディヴィジ | 9                | 33     | 22     | 4        | 2        | 4            | 5            | -      | -      | 41   | 29   |
| 1985-86 | アヤックス       | エールディヴィジ | 9                | 26     | 37     | 1        | 0        | 2            | 0            | -      | -      | 29   | 37   |
| 1986-87 | アヤックス       | エールディヴィジ | 9                | 27     | 31     | 7        | 6        | 9            | 6            | -      | -      | 43   | 43   |
| 1987-88 | ACミラン         | セリエA          | 9                | 11     | 3      | 5        | 5        | 3            | 0            | -      | -      | 19   | 8    |
| 1988-89 | ACミラン         | セリエA          | 9                | 33     | 19     | 4        | 3        | 9            | 9            | 1      | 1      | 47   | 32   |
| 1989-90 | ACミラン         | セリエA          | 9                | 26     | 19     | 4        | 3        | 9            | 4            | 1      | 0      | 40   | 24   |
| 1990-91 | ACミラン         | セリエA          | 9                | 31     | 11     | 1        | 0        | 2            | 0            | 1      | 0      | 35   | 11   |
| 1991-92 | ACミラン         | セリエA          | 9                | 31     | 25     | 7        | 4        | -            | -            | -      | -      | 38   | 29   |
| 1992-93 | ACミラン         | セリエA          | 9                | 15     | 13     | 1        | 0        | 5            | 6            | 1      | 1      | 22   | 20   |
| 1993-94 | ACミラン         | セリエA          |                  | -      | -      | -        | -        | -            | -            | -      | -      | -    | -    |
| 1994-95 | ACミラン         | セリエA          |                  | -      | -      | -        | -        | -            | -            | -      | -      | -    | -    |
| 通算    | エールディヴィジ | エールディヴィジ | エールディヴィジ | 133    | 128    | 22       | 13       | 17           | 11           | -      | -      | 172  | 152  |
| 通算    | セリエA          | セリエA          | セリエA          | 147    | 90     | 22       | 13       | 28           | 19           | 4      | 2      | 201  | 124  |
| 通算    | 合計             | 合計             | 合計             | 280    | 218    | 44       | 26       | 45           | 30           | 4      | 2      | 373  | 276  |

## 代表歴

### 出場大会
- オランダ代表
  - FIFAワールドカップ出場 1回（1990年イタリア大会ベスト16）
  - UEFA欧州選手権出場 2回（1988西ドイツ大会優勝、1992年スウェーデン大会ベスト4）

### 試合数
- 国際Aマッチ 58試合 24得点（1983年-1992年）[27]

| オランダ代表 | 国際Aマッチ | 国際Aマッチ |
| 年           | 出場        | 得点        |
| ------------ | ----------- | ----------- |
| 1983         | 3           | 2           |
| 1984         | 3           | 0           |
| 1985         | 4           | 1           |
| 1986         | 4           | 2           |
| 1987         | 4           | 1           |
| 1988         | 9           | 5           |
| 1989         | 5           | 2           |
| 1990         | 11          | 8           |
| 1991         | 5           | 2           |
| 1992         | 10          | 1           |
| 通算         | 58          | 24          |

## タイトル

### クラブ
アヤックス・アムステルダム
- エールディヴィジ : 3回（1981–82, 1982–83, 1984–85）
- KNVBカップ : 3回（1982–83, 1985–86, 1986–87）
- UEFAカップウィナーズカップ : 1回（1986–87）

ACミラン
- セリエA : 3回（1987–88, 1991–92, 1992–93）
- スーペルコッパ・イタリアーナ : 2回（1988, 1992）
- UEFAチャンピオンズカップ : 2回（1988–89, 1989–90）
- UEFAスーパーカップ : 2回（1989, 1990）
- インターコンチネンタルカップ : 2回（1989, 1990）

### 代表
オランダ代表
- UEFA欧州選手権 : 1回（1988）

### 個人
- バロンドール : 3回（1988, 1989, 1992）
- 世界年間最優秀選手賞（ワールドサッカー誌） : 2回（1988, 1992）
- FIFA最優秀選手賞 : 1回（1992）
- オンズドール : 2回（1988, 1989）
- ブラヴォー賞 : 1回（1987）
- オランダ年間最優秀選手賞 : 1回（1985）
- ゴールデンブーツ : 1回（1986）
- UEFA欧州選手権得点王 : 1回（1988）
- エールディヴィジ得点王 : 4回（1983-84, 1984-85, 1985-86, 1986-87）
- セリエA得点王: 2回（1989-90, 1991-92）
- FIFA100
- 20世紀世界最優秀選手 12位（1999年、国際サッカー歴史統計連盟）
- 20世紀の偉大なサッカー選手100人（ワールドサッカー誌） 9位（1999年）